# Günter Herrmann (Intendant)

Günter Herrmann (2006)

Günter Herrmann (* 31. März 1931 in Leipzig) ist ein deutscher Jurist und Medienrechtler. Er war Intendant des Senders Freies Berlin (SFB).

## Leben
Herrmann wurde am 31. März 1931 als zweites von fünf Kindern des Studienrates Ernst Hugo Robert Herrmann und der Anna Therese Johanna, geborene Schatte in Leipzig geboren. Nach dem Abitur 1949 an der humanistischen Thomasschule zu Leipzig begann er eine Lehre als Reproduktionsphotograph im Verlag Meissner & Buch GmbH. Er siedelte in die Bundesrepublik über und arbeitete von 1952 bis 1954 in der Firma Brunotte in Düsseldorf.
Von 1954 bis 1957 studierte er Rechtswissenschaften an den Universitäten in Tübingen, Köln und Bonn. An der Universität Köln promovierte er 1961 zum Dr. jur. mit seiner Dissertation Johann Nikolaus Hert und die deutsche Statutenlehre (= Neue Kölner Rechtswissenschaftliche Abhandlungen).
1961 wurde er Syndikusanwalt beim Westdeutschen Rundfunk (WDR) in Köln. 1966 war er Mitbegründer des Instituts für Rundfunkrecht. Von 1971 bis 1986 war er Juristischer Direktor des WDR (Nachfolger von Hans Brack). Gleichzeitig war er von 1981 bis 1986 stellvertretender Intendant beim WDR. Günter Herrmann wurde 1986 zum Intendanten des Senders Freies Berlin (SFB) gewählt. Auf Betreiben des SFB-Rundfunkrates wurde sein Intendantenvertrag jedoch 1989 vorzeitig aufgelöst.
Von 1969 bis 1973 war er Lehrbeauftragter für Presse- und Rundfunkrecht an der Ruhr-Universität Bochum. Seine Habilitationsarbeit 1974 wurde von der Deutschen Forschungsgemeinschaft unterstützt und befasste sich mit dem Thema Fernsehen und Hörfunk in der Verfassung der Bundesrepublik Deutschland – zugleich ein Beitrag zu weiteren allgemeinen verfassungsrechtlichen und kommunikationsrechtlichen Fragen (Grundversorgung, Funktionsgarantie etc.). 1974 lehrte er an der Johannes Gutenberg-Universität Mainz. Im gleichen Jahr wurde er Mitglied des Instituts für Urheber- und Medienrecht in München. Von 1991 bis 2007 hielt er Vorlesungen an der Ludwig-Maximilians-Universität München.
Seit 1983 ist er Mitherausgeber des Archivs für Urheber-, Film-, Funk- und Theaterrecht in Bern. Aus der Fülle von Veröffentlichungen über medienrechtliche Themen sei hier außerdem das Kurzlehrbuch Rundfunkrecht – Fernsehen und Hörfunk mit neuen Medien (1994, 2. Auflage 2004) erwähnt. Seine anthroposophische Perspektive auf das Rechtsleben stellte Herrmann im Sammelband Quellen für ein neues Rechtsleben und eine menschliche Gesellschaft aus dem Werk von Rudolf Steiner – Anthroposophie und Jurisprudenz (2000) dar.
Seit 1989 ist er als Rechtsanwalt im Allgäu tätig.

## Werke (Auswahl)
- Johan Nikolaus Hert und die deutsche Statutenlehre. Neue Kölner rechtswissenschaftliche Abhandlungen. Herausgegeben von der Rechtswissenschaftlichen Fakultät der Universität zu Köln. Heft 25. 176 Seiten. Berlin 1963.
- Hans Brack, Günter Herrmann, Hans-Peter Hillig: Organisation des Rundfunks in der Bundesrepublik Deutschland 1948–1962. 200 Seiten. Hamburg 1962.
- Rundfunkgesetze (Fernsehen und Hörfunk). Textsammlung. 376 Seiten. Köln-Berlin-Bonn-München. 1. Auflage 1966. 2., neubearbeitete Auflage 1977.
- Fernsehen und Hörfunk in der Verfassung der Bundesrepublik Deutschland. Zugleich ein Beitrag zu weiteren allgemeinen verfassungsrechtlichen und kommunikationsrechtlichen Fragen. 422 Seiten. Tübingen 1975.
- Rundfunkrecht. Fernsehen und Hörfunk mit Neuen Medien. Juristisches Kurzlehrbuch für Studium und Praxis. 789 + XLII Seiten. München 1994; mit Matthias Lausen: 878 + LII Seiten. 2. Auflage München 2004.
- Das Bayerische Medienrecht kurz vor der Jahrtausendwende. Unter besonderer Berücksichtigung der Rundfunkanbieter nach dem Bayerischen Mediengesetz. 188 Seiten. Baden-Baden 1995.
- Quellen für ein neues Rechtsleben und eine menschliche Gesellschaft aus dem Werk von Rudolf Steiner – Anthroposophie und Jurisprudenz. 1192 Seiten. Dornach/Schweiz 2000.
- Recht und Gerechtigkeit. Geisteswissenschaftliche Impulse für ein gerechtes und menschliches Zusammenleben. 268 Seiten. Dornach/Schweiz 2007.
- Gerechtigkeit!: Impulse für ein menschliches Rechtsleben. 167 Seiten. Duncker & Humblot, Berlin 2012.